# Ritsu Doan
Ritsu Doan (堂安 律, Dōan Ritsu), né le 16 juin 1998 à Amagasaki (Japon) est un footballeur international japonais qui évolue au poste d'ailier droit à l'Eintracht Francfort.

## Biographie

### En club

#### Gamba Osaka (2015-2017)
Ritsu Doan participe à la Ligue des champions Élite de l'AFC avec le club du Gamba Osaka. Lors de cette compétition, il marque un but contre le club australien d'Adelaide United en avril 2017.

#### PSV Eindhoven (2019-2022)
Le 30 août 2019, Ritsu Doan s'engage avec le PSV Eindhoven en paraphant un contrat de cinq ans.

#### Eintracht Francfort (2025-)
Le 7 août 2025, Ritsu Doan s'engage en faveur de l'Eintracht Francfort en paraphant un contrat de cinq ans, soit jusqu'en juin 2030,. Le montant du transfert est estimé à 21 millions d'euros,,.

### En sélection nationale
En 2014, Ritsu Doan participe avec le Japon à la Coupe d'Asie des moins de 16 ans, mais son équipe est disqualifiée en quarts de finale et ne peut donc pas participer à la Coupe du monde des moins de 17 ans 2015.
Avec les moins de 19 ans, il participe au championnat d'Asie des moins de 19 ans en 2016. Le Japon remporte le tournoi en battant l'Arabie saoudite en finale après une séance de tirs au but. Ritsu Doan est par la suite élu meilleur joueur du tournoi.
Avec les moins de 20 ans, il participe à la Coupe du monde des moins de 20 ans 2017 organisée en Corée du Sud. Lors du mondial junior, il joue quatre matchs. Il marque un but contre l'Afrique du Sud, puis un doublé contre l'Italie. Le Japon est éliminé en huitièmes de finale par le Venezuela.
Le 11 septembre 2018, ol reçoit sa première sélection en équipe du Japon en amical contre le Costa Rica (victoire, 3-0). L'année suivante il dispute sa première compétition internationale lors de la Coupe d'Asie des nations 2019 où il atteindra la finale du tournoi avec sa sélection.
Le 1er novembre 2022, il est sélectionné par Hajime Moriyasu pour participer à la Coupe du monde 2022 au Qatar et marque d'entrée contre l'Allemagne le 23 novembre, créant la sensation en participant à la victoire de son pays 2-1. Le 1er janvier 2024, il est retenu dans la liste des vingt-six joueurs japonais sélectionnés par Hajime Moriyasu pour disputer la Coupe d'Asie des nations 2023.

## Statistiques

### En club
| Saison                | Club                     | Championnat           | Championnat | Championnat | Championnat | Coupe nationale | Coupe nationale | Coupe nationale | Coupe de la Ligue | Coupe de la Ligue | Coupe de la Ligue | Compétition(s) continentale(s) | Compétition(s) continentale(s) | Compétition(s) continentale(s) | Compétition(s) continentale(s) | Play-offs | Play-offs | Play-offs | Total | Total | Total |
| Saison                | Club                     | Division              | M.          | B.          | P.d.        | M.              | B.              | P.d.            | M.                | B.                | P.d.              | Comp.                          | M.                             | B.                             | P.d.                           | M.        | B.        | P.d.      | M.    | B.    | P.d.  |
| 2015                  | Gamba Osaka              | J1 League             | 2           | 0           | 0           | -               | -               | -               | 1                 | 0                 | 0                 | ACL                            | 1                              | 0                              | 0                              | -         | -         | -         | 4     | 0     | 0     |
| 2016                  | Gamba Osaka              | J1 League             | 3           | 0           | 1           | 1               | 0               | 0               | -                 | -                 | -                 | ACL                            | 1                              | 0                              | 0                              | -         | -         | -         | 5     | 0     | 1     |
| 2017                  | Gamba Osaka              | J1 League             | 10          | 3           | 0           | -               | -               | -               | -                 | -                 | -                 | ACL                            | 6                              | 1                              | 0                              | -         | -         | -         | 16    | 4     | 0     |
| Sous-total            | Sous-total               | Sous-total            | 15          | 3           | 1           | 1               | 0               | 0               | 1                 | 0                 | 0                 | -                              | 8                              | 1                              | 0                              | -         | -         | -         | 25    | 4     | 1     |
| 2017-2018             | FC Groningue (prêt)      | Eredivisie            | 29          | 9           | 4           | 2               | 1               | 0               | -                 | -                 | -                 | -                              | -                              | -                              | -                              | -         | -         | -         | 31    | 10    | 4     |
| 2018-2019             | FC Groningue             | Eredivisie            | 30          | 5           | 3           | 1               | 0               | 0               | -                 | -                 | -                 | -                              | -                              | -                              | -                              | 2         | 0         | 0         | 33    | 5     | 3     |
| 2019-2020             | FC Groningue             | Eredivisie            | 2           | 1           | 0           | -               | -               | -               | -                 | -                 | -                 | -                              | -                              | -                              | -                              | -         | -         | -         | 2     | 1     | 0     |
| Sous-total            | Sous-total               | Sous-total            | 61          | 15          | 7           | 3               | 1               | 0               | -                 | -                 | -                 | -                              | -                              | -                              | -                              | 2         | 0         | 0         | 66    | 16    | 7     |
| 2019-2020             | PSV Eindhoven            | Eredivisie            | 19          | 2           | 1           | 2               | 0               | 0               | -                 | -                 | -                 | C3                             | 4                              | 0                              | 2                              | -         | -         | -         | 25    | 2     | 3     |
| 2021-2022             | PSV Eindhoven            | Eredivisie            | 24          | 8           | 1           | 5               | 2               | 0               | -                 | -                 | -                 | C1+C3+C4                       | 0+4+6                          | 0+0+1                          | 0+1+1                          | -         | -         | -         | 39    | 11    | 3     |
| Sous-total            | Sous-total               | Sous-total            | 43          | 10          | 2           | 7               | 2               | 0               | -                 | -                 | -                 | -                              | 14                             | 1                              | 4                              | -         | -         | -         | 64    | 13    | 6     |
| 2020-2021             | Arminia Bielefeld (prêt) | Bundesliga            | 34          | 5           | 3           | 1               | 0               | 0               | -                 | -                 | -                 | -                              | -                              | -                              | -                              | -         | -         | -         | 35    | 5     | 3     |
| 2022-2023             | SC Fribourg              | Bundesliga            | 33          | 5           | 6           | 5               | 1               | 0               | -                 | -                 | -                 | C3                             | 7                              | 1                              | 1                              | -         | -         | -         | 45    | 7     | 7     |
| 2023-2024             | SC Fribourg              | Bundesliga            | 30          | 7           | 4           | 2               | 0               | 0               | -                 | -                 | -                 | C3                             | 10                             | 2                              | 3                              | -         | -         | -         | 42    | 9     | 7     |
| 2024-2025             | SC Fribourg              | Bundesliga            | 34          | 10          | 8           | 2               | 0               | 1               | -                 | -                 | -                 | -                              | -                              | -                              | -                              | -         | -         | -         | 36    | 10    | 9     |
| Sous-total            | Sous-total               | Sous-total            | 97          | 22          | 18          | 9               | 1               | 1               | -                 | -                 | -                 | -                              | 17                             | 3                              | 4                              | -         | -         | -         | 123   | 26    | 23    |
| 2025-2026             | Eintracht Francfort      | Bundesliga            | 0           | 0           | 0           | 1               | 2               | 0               | -                 | -                 | -                 | C1                             | -                              | -                              | -                              | -         | -         | -         | 1     | 2     | 0     |
| Sous-total            | Sous-total               | Sous-total            | 0           | 0           | 0           | 1               | 2               | 0               | -                 | -                 | -                 | -                              | 0                              | 0                              | 0                              | -         | -         | -         | 1     | 2     | 0     |
| Total sur la carrière | Total sur la carrière    | Total sur la carrière | 216         | 50          | 28          | 21              | 6               | 1               | 1                 | 0                 | 0                 | -                              | 39                             | 5                              | 8                              | 2         | 0         | 0         | 279   | 61    | 37    |

### En sélection nationale
| Année                 | Sélection             | Phases finales             | Phases finales | Phases finales | Phases finales | Éliminatoires | Éliminatoires | Éliminatoires | Éliminatoires | Amicaux | Amicaux | Amicaux | Total | Total | Total |
| Année                 | Sélection             | Comp.                      | M.             | B.             | P.d.           | Comp.         | M.            | B.            | P.d.          | M.      | B.      | P.d.    | M.    | B.    | P.d.  |
| --------------------- | --------------------- | -------------------------- | -------------- | -------------- | -------------- | ------------- | ------------- | ------------- | ------------- | ------- | ------- | ------- | ----- | ----- | ----- |
| 2018                  | Japon                 | -                          | -              | -              | -              | -             | -             | -             | -             | 5       | 1       | 1       | 5     | 1     | 1     |
| 2019                  | Japon                 | Coupe d'Asie 2019          | 6              | 2              | 0              | CdM 2022      | 2             | 0             | 1             | 5       | 0       | 0       | 13    | 2     | 1     |
| 2019                  | Japon                 | Copa América 2019          | -              | -              | -              | CdM 2022      | 2             | 0             | 1             | 5       | 0       | 0       | 13    | 2     | 1     |
| 2019                  | Japon                 | Coupe d'Asie de l'Est 2019 | -              | -              | -              | CdM 2022      | 2             | 0             | 1             | 5       | 0       | 0       | 13    | 2     | 1     |
| 2020                  | Japon                 | -                          | -              | -              | -              | -             | -             | -             | -             | 2       | 0       | 0       | 2     | 0     | 0     |
| 2021                  | Japon                 | -                          | -              | -              | -              | CdM 2022      | 1             | 0             | 0             | -       | -       | -       | 1     | 0     | 0     |
| 2022                  | Japon                 | Coupe d'Asie de l'Est 2022 | -              | -              | -              | CdM 2022      | 1             | 0             | 0             | 7       | 0       | 2       | 12    | 2     | 2     |
| 2022                  | Japon                 | Coupe du monde 2022        | 4              | 2              | 0              | CdM 2022      | 1             | 0             | 0             | 7       | 0       | 2       | 12    | 2     | 2     |
| 2023                  | Japon                 | -                          | -              | -              | -              | CdM 2026      | 2             | 1             | 1             | 6       | 1       | 1       | 8     | 2     | 2     |
| 2024                  | Japon                 | Coupe d'Asie 2023          | 5              | 1              | 1              | CdM 2026      | 7             | 2             | 2             | 1       | 0       | 0       | 13    | 3     | 3     |
| Total sur la carrière | Total sur la carrière | Total sur la carrière      | 15             | 5              | 1              | -             | 13            | 3             | 4             | 26      | 2       | 4       | 54    | 10    | 9     |

## Palmarès

### En club
| Gamba Osaka (0)                                    | PSV Eindhoven (1)                            |
| -------------------------------------------------- | -------------------------------------------- |
| - Championnat du Japon (0) - Vice-champion : 2015. | - Coupe des Pays-Bas (1) - Vainqueur : 2022. |

### En sélection nationale
| Japon -19 ans (1)                              | Japon (0)                                          |
| ---------------------------------------------- | -------------------------------------------------- |
| - Coupe d'Asie -20 ans (1) - Vainqueur : 2016. | - Coupe d'Asie des nations (0) - Finaliste : 2019. |